# Mykriensaari
Mykriensaari är en ö i Finland. Den ligger i sjön Kostamo och i kommunen Rautjärvi i den ekonomiska regionen  Imatra ekonomiska region  och landskapet Södra Karelen, i den sydöstra delen av landet, 260 km nordost om huvudstaden Helsingfors. Öns största längd är 30 meter i sydväst-nordöstlig riktning.